# Ngựa lùn xứ Wales
Ngựa lùn xứ Wales là một nhóm bốn giống ngựa liên quan chặt chẽ bao gồm cả ngựa lùn và các loại ngựa Cob, có nguồn gốc ở xứ Wales ở Vương quốc Anh. Bốn phần trong nhóm giống của giống ngựa Welsh được phân biệt chủ yếu theo chiều cao và cũng có thể thay đổi theo loại: Ngựa núi Welsh nhỏ nhất (Phần A); ngựa lùn Welsh hơi cao hơn nhưng tinh tế của loại ngựa cưỡi (Phần B) phổ biến như là một chương trình của trẻ em gắn kết; ngựa lùn Welsh nhỏ nhưng chắc chắn của loại Cob (Phần C), phổ biến cho việc cưỡi ngựa và ngựa đua kéo xe; và cao nhất, Welsh Cob (Phần D), có thể được người lớn cưỡi. Ngựa lùn xứ Wales trong tất cả các phần được biết đến với tính khí tốt, độ rắn rỏi và các dáng chuyển động tự do của chúng.
Ngựa bản địa tồn tại ở xứ Wales trước năm 1600 trước Công nguyên, và một loại xương sống kiểu xứ Wales được biết đến sớm nhất là thời Trung Cổ. Chúng bị ảnh hưởng bởi con ngựa Ả Rập, và cũng có thể bởi con ngựa Thuần Chủng (Thoroughbred) và ngựa Hackney. Năm 1901, cuốn sổ đăng ký giống đầu tiên cho giống ngựa xứ Welsh được thành lập tại Vương quốc Anh, và năm 1907 một cơ quan đăng ký khác được thành lập tại Hoa Kỳ. Sự quan tâm đến giống này đã giảm trong thời kỳ Đại suy thoái, nhưng hồi sinh vào những năm 1950. Trong suốt lịch sử của, các giống xứ Wales đã có nhiều cách sử dụng, bao gồm cả một con ngựa kỵ binh, và như một con vật làm việc trên các trang trại.